# Bítovští z Bítova
Bítovští z Bítova byli vladycký rod ze Slezska, přesněji z vesnice Bítova u Nového Jičína na Opavsku. Existoval ještě jeden rod píšící se z Bítova, ovšem s Bítovskými z Bítova nebyl příbuzensky spřízněn. Pocházeli z Čech, dále tu žili Bítovští ze Slavíkovic a Bítovští z Lichtenburka.

## Historie
Nejstarší zmínky pocházejí z konce 13. století. Prvním známým držitelem Bítova byl roku 1377 Ješek z Bítova, jeho potomci k rodovému majetku přidali Hrabyni, Klimkovice. Kromě Václava Bítovského z Bítova se nikdo významněji do historie nezapsal. Jako poslední člen rodu se roku 1639 uvádí Bernard.
Nejvýznamnější postavou rodu byl evangelík Václav Bítovský z Bítova, který stál na straně stavovské opozice proti císaři. Oženil se s Bohunkou, dcerou Viléma z Víckova, jež zdědila bohaté statky v Bystřici pod Hostýnem a v Prusinovicích. Díky jejímu majetku se dostal do významných funkcích, zasedal v různých stavovských komisích, na zemském soudu, coby direktor reprezentoval rytířský stav. Účastnil se rovněž vyšetřování velezrady faráře Jana Sarkandera z Holešova. Později se však dostal do sporů ohledně sousedních panství Albrechta z Valdštejna. Po Bílé hoře emigroval, bojoval proti Habsburkům, roku 1627 jej ve Slezsku zajal Albrecht z Valdštejna, odvedl do Brna, kde byl Václav vyslýchán, mučen a následně popraven, jako jediný z moravských povstalců.
Kromě věna přinesla Bohunka do rodiny i právo na další majetek, vedla spory o dědictví po Václavu Nekšovi z Landeka s manželkou Albrechta z Valdštejna, Lukrécií Nekšovou z Landeka. Spor však Bohunka prohrála, emigrovala do Polska, po návratu do vlasti v roce 1630 žila v naprosté v bídě až do své smrti.

## Erb
Za znak pojali netradiční hořící srdce. Bartoloměj Paprocký z Hlohol a Paprocké Vůle toto znamení vysvětluje příběhem o předkovi rodu, který napomohl milostnému sblížení kyperského prince s francouzskou princeznou a za odměnu získal do erbu hořící srdce.